# Playa de Carchuna
La playa de Carchuna está situada en el municipio español de Motril, en la provincia de Granada, comunidad autónoma de Andalucía. Posee una longitud de alrededor de 3.000 metros y un ancho promedio de 40 metros.

## Fauna
En la zona habitan chorlitejo patinegro.

## Patrimonio histórico
- Fuerte de Carchuna (siglo XVIII). Fortaleza levantada durante el reinado de Carlos III con el fin de reforzar la protección y seguridad en una zona que era víctima de frecuentes ataques piratas.[2] Durante la Guerra Civil fue el lugar de una importante operación de comandos republicanos.